# Het Eenzame Hartenbureau
Het Eenzame Hartenbureau was een Vlaams radioprogramma dat van 1990 tot 1992 op Radio 2 werd uitgezonden. Het EHBO was 1 jaar en 7 maanden te beluisteren.  Het werd gepresenteerd door Edwin Ysebaert.

## Concept
"Het Eenzame Hartenbureau" was aanvankelijk bedoeld als een soort datingshow. Het publiek mocht bellen en over hun ideale partner praten, waarna andere luisteraars konden reageren. Na hun gesprek mochten ze ook een plaatje kiezen. Vrij snel evolueerde "Het Eenzame Hartenbureau" echter naar een discussieprogramma/emotieprogramma. Mensen belden om hun hart te luchten of om over persoonlijke problemen te praten, hierbij uit het oog verliezend dat iedereen die een radiotoestel had kon meeluisteren.
Dit aspect maakte "Het Eenzame Hartenbureau" controversieel en onderwerp van kritiek en spot. Zulke openlijke emotionaliteit was destijds ongehoord op de Vlaamse radio. Ysebaert herinnert zich dat er zelfs vragen in het parlement over gesteld werden.

## Televisieversie
"Het Eenzame Hartenbureau" kreeg in 1992 ook een televisie-adaptatie, die op Eén werd uitgezonden. Ysebaert vond deze tv-versie echter tegenvallen.

## Overstap naar andere zenders
Nadat Ysebaert in 1997 zijn ontslag indiende bij de VRT werd het programma ook een tijdje op Radio Flandria en in 2001 op Radio Nostalgie uitgezonden.

## Nalatenschap
In 2008 riep Ysebaert de VRT in de pers op om geen fragmenten van Het Eenzame Hartenbureau meer te tonen of laten horen, omdat deze hem zouden "remmen in zijn persoonlijk en sociaal leven". Ook wenst hij de bellers van weleer niet in verlegenheid te brengen.
Op 12 januari 2014 presenteerde Ysebaert eenmalig nog eens "Het Eenzame Hartenbureau" op Radio 1, samen met Nele Van den Broeck.
Op 20 februari 2015 kwam Het Eenzame Hartenbureau echter nogmaals terug tussen 20:00 en 22:00 in de week van 'De Klassiekers van de jaren 90' op Radio 2. Luisteraars konden opnieuw bellen naar Ysebaert om tijdens de uitzending te praten over gevoelens.

## Comeback
Na de eenmalige terugkeer in 2015 werd echter duidelijk dat "Het Eenzame Hartenbureau" nog springlevend was bij het grote publiek. Na een interview door Micha Marah in "Hadiemicha" op MENT TV en een toevallig weerzien met oprichter en CEO van MENT Marc Hallez besloot Edwin Ysebaert in 2020 de draad terug op te nemen. Hij bracht "Het Eenzame Hartenbureau" (EHBO) terug in een nieuw jasje in de woonkamers op de Feelgood en muziekzender MENT TV. Het programma werd met zoveel vertrouwde en nieuwe kijkers een waar succes! De seizoenen volgen sindsdien elkaar op tot op heden.